# Oceania Cruises
Oceania Cruises es una línea de cruceros con sede en Miami, Florida, Estados Unidos que opera con cruceros en itinerarios a lo largo de todo el mundo. Su barco más reciente, el Vista, se unió a la flota en 2023, con su gemelo Allura entrando en servicio en julio de 2025.
Desde septiembre de 2014, Oceania Cruises ha sido propiedad de Norwegian Cruise Line Holdings que posee Norwegian Cruise Line y Regent Seven Seas Cruises. Si bien también está disponible durante mucho tiempo, la norma es de 10 a 14 días y la línea es conocida por sus largos viajes que duran hasta 195 días.

## Flota
Los barcos de la clase Regatta se construyeron entre 1998 y 2000 para Renaissance Cruises como parte de su clase R.
Tras la quiebra de la naviera, dichos buques quedaron dispersados en varias navieras, terminando tres de ellos en la flota de Oceania. El cuarto, el MS Sirena, se incorporó en 2016. Tienen un tonelaje bruto de 30.277 y pueden acomodar un máximo de 824 pasajeros en 343 cabinas.
Además, desde 2011 cuenta con nuevos buques de la clase Oceania, construidos para la naviera. A partir de 2027, contará además con una tercera clase de buques, los pertenecientes a la clase Sonata. Se espera que para 2029, cuente con una flota de 10 barcos, de los cuales seis son construidos expresamente para Oceania, siendo los cuatro restantes de segunda mano.

### Clase R
| Buque    | Año construcción | Astillero                 | Entrada en servicio con Oceania | Tonelaje  | Banderas       | Notas                                                                           | Imagen |
| -------- | ---------------- | ------------------------- | ------------------------------- | --------- | -------------- | ------------------------------------------------------------------------------- | ------ |
| Regatta  | 1998             | Chantiers de l'Atlantique | 2003                            | 30.277 tn | Islas Marshall | Anteriormente llamado R Two e Insignia, última reforma en 2014.                 |        |
| Nautica  | 2000             | Chantiers de l'Atlantique | 2005                            | 30.277 tn | Islas Marshall | Anteriormente llamado R Five, última reforma en 2014.                           |        |
| Insignia | 1998             | Chantiers de l'Atlantique | 2004/2014                       | 30.277 tn | Islas Marshall | Anteriormente llamado R One y Columbus 2, reingresó a la flota en mayo de 2014. |        |
| Sirena   | 1999             | Chantiers de l'Atlantique | 2016                            | 30.277 tn | Islas Marshall | Anteriormente llamado R Four, Tahitian Princess y Ocean Princess.               |        |

### Clase Oceania
La clase Oceania consta de cuatro barcos de 1.250 pasajeros y 66.084 toneladas brutas construidos por Fincantieri en Italia, el primero, el MS Marina, entregado en enero de 2011, el segundo, el MS Riviera, entregado en mayo de 2012 y el tercero, el MS Vista, en 2023. Estos fueron los primeros barcos construidos expresamente para Oceania, sin ser comprados a otras navieras. El cuarto buque, el MS Allura, entrará en servicio en julio de 2025. En estos barcos, 580 de las 625 cabinas y suites tienen balcones privados.
| Buque   | Año construcción | Astillero   | Entrada en servicio con Oceania | Tonelaje  | Banderas       | Notas                                                                  | Imagen |
| ------- | ---------------- | ----------- | ------------------------------- | --------- | -------------- | ---------------------------------------------------------------------- | ------ |
| Marina  | 2011             | Fincantieri | 2011                            | 66.084 tn | Islas Marshall | Primer buque construido expresamente para Oceania (no de segunda mano) |        |
| Riviera | 2012             | Fincantieri | 2012                            | 66.084 tn | Islas Marshall | Gemelo del Marina                                                      |        |
| Vista   | 2023             | Fincantieri | Abril de 2023                   | 67.000 tn | Islas Marshall | Gemelo del Marina y del Riviera                                        |        |

## Futuros barcos
En enero de 2019, se ordenaron a Fincantieri dos barcos de 1.200 pasajeros y 67.000 toneladas brutas, de la clase Oceania, el primero para entregarse en 2023 y el segundo para entregarse en 2025.  En junio de 2025, se comenzaron los trabajos de corte del acero para dos barcos de una nueva clase: la clase Sonata.
| Buque           | Año construcción | Astillero   | Entrada en servicio prevista con Oceania | Tonelaje  | Banderas      | Notas            | Imagen |
| --------------- | ---------------- | ----------- | ---------------------------------------- | --------- | ------------- | ---------------- | ------ |
| Allura          | 2025             | Fincantieri | 18 de julio de 2025                      | 67.000 tn | Por confirmar | Gemelo del Vista |        |
| Oceania Sonata  | 2027             | Fincantieri | Verano de 2027                           |           |               | Clase Sonata     |        |
| Oceania Arietta | 2029             | Fincantieri | 2029                                     |           |               | Clase Sonata     |        |